# ラリー・アルゼンチン
ラリー・アルゼンチン（Rally Argentina）は、アルゼンチンコルドバ州で開催される世界ラリー選手権 (WRC) の一戦。1980年創設。

## 特徴

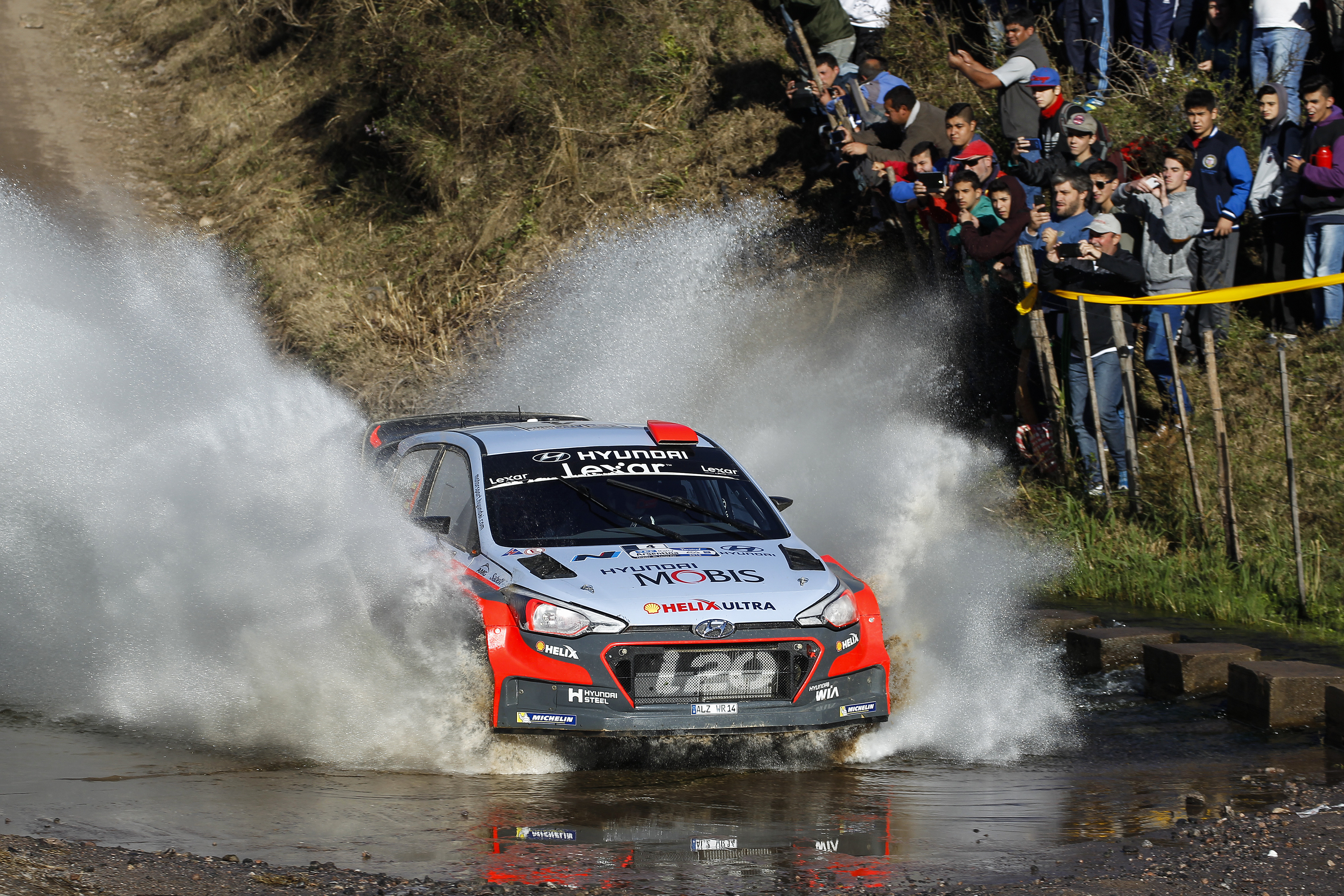

シエラス・チカス山脈の麓にあるコルドバ近郊のリゾート地カルロスパスが拠点となる。スーパーSSはサッカースタジアムで開催されることが多く、コルドバのエスタディオ・マリオ・アルベルト・ケンペスほか、700km離れたブエノスアイレスのエスタディオ・モヌメンタル（リーベル・プレートの本拠地）で行なわれたこともある。
パンパスや山岳地帯を駆け抜けるルートは変化に富み、「1年で最も美しいラリー」に選ばれることも多い。グラベル路面は砂が柔らかいため轍ができやすく、砂の中に隠れた石でパンクするリスクもある。また、開催時期が南米では秋にあたるため天候が不安定で、標高が高いためエンジンパワーが制限される。ジャンピングスポットやいくつもの川渡り、巨岩が転がる月面のような景観の名物ステージ「エル・コンドール」など観戦上の見所も多く、大勢の熱心な観客がつめかける。
1990年代にアルゼンチン大統領を務めたカルロス・メネムとその息子のメネムJr.はラリードライバーとして知られ、本イベントにも何度か出走したことがある。
2012年はSS総距離500km超というロングラリーだったが、2013年は約400kmというWRCの標準的な距離に戻った。
2020年は新型コロナウイルスの感染が拡散する中でアルゼンチン政府が流行を抑えるために感染拡大防止の対策を発表。コルドバ州政府の指示によって開催が延期となった。
2022年版から（ただし、2021年版は正式に延期された）、ラリー・アルゼンチンは採点レースとしてCODASUR南米ラリー選手権 (en: Codasur South American Rally Championship)カレンダーの一部となった。

## 歴代優勝者
| 年        | 優勝者                   | 優勝者                           | 車輌                                              |
| 年        | ドライバー               | コ・ドライバー                   | 車輌                                              |
| --------- | ------------------------ | -------------------------------- | ------------------------------------------------- |
| 1980年    | ワルター・ロール         | クリスチャン・ガイストドルファー | フィアット・131・アバルト                         |
| 1981年    | ギ・フランクレン         | ジャン・トッド                   | タルボット・サンビーム ロータス                   |
| 1983年    | ハンヌ・ミッコラ         | アーネ・ヘルツ                   | アウディ・クワトロA2                              |
| 1984年    | スティグ・ブロンクビスト | ビョルン・セダーベルグ           | アウディ・クワトロA2                              |
| 1985年    | ティモ・サロネン         | セッポ・ハルヤンヌ               | プジョー・205T16E2                                |
| 1986年    | ミキ・ビアシオン         | ティツィアーノ・シヴィエロ       | ランチア・デルタS4                                |
| 1987年    | ミキ・ビアシオン         | ティツィアーノ・シヴィエロ       | ランチア・デルタHF 4WD                            |
| 1988年    | Jorge Recalde            | Jorge del Buono                  | ランチア・デルタHFインテグラーレ                  |
| 1989年    | ミカエル・エリクソン     | クラエス・ビルスタム             | ランチア・デルタHFインテグラーレ                  |
| 1990年    | ミキ・ビアシオン         | ティツィアーノ・シヴィエロ       | ランチア・デルタHFインテグラーレ 16V              |
| 1991年    | カルロス・サインツ       | ルイス・モヤ                     | トヨタ・セリカ GT-FOUR                            |
| 1992年    | ディディエ・オリオール   | ベルナール・オセッリ             | ランチア・デルタHFインテグラーレ エボルツィオーネ |
| 1993年    | ユハ・カンクネン         | ニッキー・グリスト               | トヨタ・セリカターボ4WD                           |
| 1994年    | ディディエ・オリオール   | ベルナール・オセッリ             | トヨタ・セリカターボ4WD                           |
| 1995年†   | Jorge Recalde            | Martin Christie                  | ランチア・デルタHFインテグラーレ                  |
| 1996年    | トミ・マキネン           | セッポ・ハルヤンヌ               | 三菱・ランサーエボリューションIII                 |
| 1997年    | トミ・マキネン           | セッポ・ハルヤンヌ               | 三菱・ランサーエボリューションIV                  |
| 1998年    | トミ・マキネン           | リスト・マニセンマキ             | 三菱・ランサーエボリューションV                   |
| 1999年    | ユハ・カンクネン         | ユハ・レポ                       | スバル・インプレッサWRC                           |
| 2000年    | リチャード・バーンズ     | ロバート・レイド                 | スバル・インプレッサWRC                           |
| 2001年    | コリン・マクレー         | ニッキー・グリスト               | フォード・フォーカスWRC                           |
| 2002年    | カルロス・サインツ       | ルイス・モヤ                     | フォード・フォーカスWRC                           |
| 2003年    | マーカス・グロンホルム   | ティモ・ラウティアイネン         | プジョー・206WRC                                  |
| 2004年    | カルロス・サインツ       | マルク・マルティ                 | シトロエン・クサラWRC                             |
| 2005年    | セバスチャン・ローブ     | ダニエル・エレナ                 | シトロエン・クサラWRC                             |
| 2006年    | セバスチャン・ローブ     | ダニエル・エレナ                 | シトロエン・クサラWRC                             |
| 2007年    | セバスチャン・ローブ     | ダニエル・エレナ                 | シトロエン・C4 WRC                                |
| 2008年    | セバスチャン・ローブ     | ダニエル・エレナ                 | シトロエン・C4 WRC                                |
| 2009年    | セバスチャン・ローブ     | ダニエル・エレナ                 | シトロエン・C4 WRC                                |
| 2010年††  | ユホ・ハンニネン         | ミッコ・マルクラ                 | シュコダ・ファビア S2000                          |
| 2011年    | セバスチャン・ローブ     | ダニエル・エレナ                 | シトロエン・DS3 WRC                               |
| 2012年    | セバスチャン・ローブ     | ダニエル・エレナ                 | シトロエン・DS3 WRC                               |
| 2013年    | セバスチャン・ローブ     | ダニエル・エレナ                 | シトロエン・DS3 WRC                               |
| 2014年    | ヤリ＝マティ・ラトバラ   | ミーカ・アンティラ               | フォルクスワーゲン・ポロ R WRC                    |
| 2015年    | クリス・ミーク           | ポール・ネーグル                 | シトロエン・DS3 WRC                               |
| 2016年    | ヘイデン・パッドン       | ジョン・ケナード                 | ヒュンダイ・i20 WRC                               |
| 2017年    | ティエリー・ヌービル     | ニコラ・ジルソウル               | ヒュンダイ・i20クーペWRC                          |
| 2018年    | オィット・タナック       | マルティン・ヤルベオヤ           | トヨタ・ヤリスWRC                                 |
| 2019年    | ティエリー・ヌービル     | ニコラ・ジルソウル               | ヒュンダイ・i20クーペWRC                          |
| 2020年    | 中止                     | 中止                             | 中止                                              |
| 2021年††† | レースは延期             | レースは延期                     | レースは延期                                      |
| 2022年††† | マルコス・リガト         | ルベン・ガルシア                 | シトロエン・C3 ラリー2                            |

- † 1995年は2リッターワールドカップ (W2L) として開催。
- †† 2010年はインターコンチネンタル・ラリー・チャレンジ (IRC) として開催。
- †††  2021年 - 2022年はCODASUR南米ラリー選手権 として開催。